# Burviks golfklubb
Burviks Golfklubb är en golfklubb i Burvik öster om Knutby i Uppsala kommun, designad av Bengt Lorichs.  Banan öppnade för spel 1992 och har en 18 hålsbana och en separat övningsbana med 3 hål.